# Mecanică teoretică

Animație cu problema celor trei corpuri

Mecanica teoretică face parte dintre științele naturale, fiind o ramură a fizicii. Ea studiază legile mișcării mecanice a corpurilor materiale macroscopice nedeformabile, care se deplasează cu viteze neglijabile în raport cu viteza de propagare a undelor electromagnetice în vid. Aceste limitări nu afectează mecanica de toate zilele, în multe domenii rezultatele obținute pe baza mecanicii teoretice sunt perfect satisfăcătoare.
Mecanica teoretică are trei mari domenii de interes: statica, cinematica și  dinamica. Statica se ocupă cu echilibrul corpurilor, cinematica de mișcarea definită de traiectorie, iar dinamica de mișcarea sub acțiunea forțelor.

## Istoric
În secolul al IV-lea î.Hr. Aristotel a făcut primele considerații asupra staticii, despre echilibrul corpurilor.
În secolul al II-lea î.Hr. Arhimede a stabilit legea pârghiilor, respectiv echilibrul forțelor paralele, noțiunea de centru de greutate și unele legi ale hidrostaticii (plutirea corpurilor).
În secolul al XVII-lea Johannes Kepler a stabilit cele trei legi ale mișcării planetelor, o realizare în cinematică, Galileo Galilei a formulat noțiunile de viteză și accelerație din cinematică, relativitatea mișcării, a stabilit legea căderii corpurilor și a introdus primele noțiuni de dinamică: inerția și forța, Christiaan Huygens a formulat primele noțiuni despre corpurile în rotație, între care momentul de inerție, precum și ale mișcărilor periodice și ciocnirilor iar Isaac Newton a stabilit legile dinamicii punctului material și a formulat legii atracției universale, care permit explicarea mișcărilor planetelor.
În secolul al XVIII-lea Leonard Euler a elaborat teoria dinamicii solidului rigid iar Joseph-Louis Lagrange a dezvoltat aparatul matematic al mecanicii teoretice pe baza lucrului mecanic virtual, inițiind domeniul mecanicii analitice.

## Noțiuni fundamentale
Deși este o știință naturală și este strâns legată de practică, mecanica teoretică nu este o știință experimentală, ci una deductivă, motiv pentru care mai este cunoscută ca mecanică rațională. Pornind de la o serie de noțiuni și principii care caracterizează mecanica clasică, obiectul său este obținerea de relații și metode de calcul matematic. În acest scop folosește calculul vectorial și tensorial, analiza matematică (calculul diferențial și integral, inclusiv ecuațiile cu derivate parțiale), geometria euclidiană și cea analitică. De fapt, aparatul său matematic a fost dezvoltat tocmai ca urmare a solicitărilor mecanicii.
Noțiunile fundamentale cu care operează mecanica teoretică sunt spațiul, timpul și masa. Spațiul este considerat infinit, tridimensional, continuu, omogen, izotrop și scalabil, cu metrica {\displaystyle ds^{2}=dx^{2}+dy^{2}+dz^{2}} deci un spațiu euclidian tridimensional. Timpul este considerat nelimitat, continuu, omogen și ireversibil. Masa este considerată o măsură a inerției și că este invariabilă.
Din aceste noțiuni derivă multe altele cu care operează mecanica teoretică, cum ar fi aria, volumul, viteza (viteza unghiulară), accelerația (accelerația unghiulară), masa volumică (densitatea), volumul masic, forța, presiunea, momentul forței, lucrul mecanic și energia.

## Principii
Principiile pe care se bazează mecanica teoretică sunt principiul inerției, principiul independenței acțiunii forțelor și principiul acțiunii și reacțiunii, adică cele trei principii ale mecanicii newtoniene. Principiul inerției este „orice corp își menține starea de repaus sau de mișcare rectilinie uniformă atât timp cât asupra sa nu acționează alte forțe sau suma forțelor care acționează asupra sa este nulă”. Acest principiu permite introducerea noțiunii de forță. Principiul independenței acțiunii forțelor este „accelerația unui corp este proporțională cu forța motoare aplicată și este îndreptată în direcția după care acționează forța”. Acest principiu, sub forma {\displaystyle {\overline {F}}=m{\overline {a}},} este ecuația fundamentală a dinamicii. Principiul independenței acțiunii forțelor presupune folosirea calculului vectorial. Principiul acțiunii și reacțiunii afirmă că „la orice acțiune corespunde întotdeauna o reacțiune egală și contrară: sau acțiunile reciproce a două puncte materiale sunt totdeauna egale și îndreptate în sens contrar”. Acest principiu reflectă echilibrul (static sau dinamic) al corpurilor, inclusiv datorită atracției universale.

## Domenii

### Statica
Statica studiază echivalența sistemelor de forțe care acționează asupra unui sistem de corpuri și condițiile de echilibru. Domeniul este deosebit de important în construcții. Statica punctului material tratează echilibrul punctului material liber acționat de forțe concurente, al punctului material supus la legături, respectiv al sistemelor de corpuri, libere sau cu legături, cu și fără frecare. Tot de statică ține stabilirea centrelor de masă și ale momentelor de inerție ale corpurilor. Legăturile luate în considerare sunt reazemele, articulațiile sau încastrările. Sistemele de corpuri sunt de exemplu grinzile cu zăbrele, determinate static sau nu, sau lanțurile.

### Cinematica
Cinematica studiază mișcarea punctelor sau a sistemelor de puncte fără a lua în considerare masa lor sau forțele care acționează asupra lor. Față de statică, aici intervine și timpul. Mișcarea este descrisă de o funcție de poziție în funcție de timp, {\displaystyle {\overline {r}}(t).} Această funcție trebuie să fie continuă, uniformă, finită și derivabilă. Primele două derivate în funcție de timp definesc viteza, respectiv accelerația punctului la momentul t. Se studiază atât mișcarea unui punct (rectilinie, eliptică, parabolică, hiperbolică), cât și mișcarea unui corp (de translație, rotație, elicoidală sau în general). De asemenea, sunt tratate compunerile de viteze și accelerații.

### Dinamica
Dinamica studiază mișcarea punctelor sau a sistemelor de puncte luând în considerare masa lor sau forțele care acționează asupra lor. Apar noțiunile de masă, forță, moment, impuls, moment cinetic, lucru mecanic, randament mecanic și energie mecanică (cinetică și potențială). Mișcările sunt descrise de ecuații diferențiale. Se studiază mișcarea punctului material sub influența gravitației, sub acțiunea forțelor centrale (atracția universală, mișcarea planetelor), mișcări ale solidului rigid: mișcarea plan-paralelă, a solidului în jurul unei axe cum ar fi mișcările periodice și de rotație (oscilațiile pendulului, rotația unui volant, a unui giroscop, efectul giroscopic, precesia, nutația, forța Coriolis), ciocniri și percuții.